# 吉兒·伊利斯
吉莉安·安妮·伊利斯（英語：Jillian Anne Ellis，1966年9月6日—）是一位英格蘭裔美國女子足球員兼教練，曾擔任美國國家女子足球隊總教練，曾任加州聖地牙哥波浪足球俱樂部總裁。
1988年，伊利斯畢業於威廉與瑪麗學院後便開啟了教練生涯，她執教過美國多所大學的足球校隊和國家青年隊。2014年至2019年，伊利斯從代理教練升格為美國國家女子足球隊總教練，並在2015年和2019年率領球隊蟬聯兩屆國際足協女子世界盃冠軍，成為史上第二位在世界盃足球賽奪冠兩次的總教練（第一位是男子世界盃義大利隊的總教練维托里奥·波佐）。
2019年10月，就在當年世界盃閉幕後三個月，伊利斯辭去美國隊總教練一職，結束長達30年的教練生涯。退休以後，她專注於推廣女子足球運動發展，除了擔任美國足協大使，代表協會到各地參訪、演說，並協助招募更多女性教練人員以外，她在2021年接下加州新創職業女子球隊——聖地牙哥波浪的總裁一職。2023年5月，伊利斯登上美國國家足球名人堂。

## 早期生活與球員生涯
伊利斯來自英格蘭肯特郡，她父親約翰·伊利斯（John Ellis）是職業足球教練，從小在父親的耳濡目染下，她與哥哥保羅（Paul Ellis）都非常喜愛足球，兄妹倆經常與保羅的朋友們一起踢球。
1970年代，當時英格蘭的社會風氣對於足球運動存在著性別偏見，認為「女生不應該踢足球」、「踢足球是男生的運動」，以至於當地女子足球的發展緩慢，也間接影響伊利斯沒有適當環境練習踢球。此時，在大西洋另一端的美國早已投入女子足球運動發展。1981年左右，伊利斯的父親約翰接到一份在美國的足球教練工作，約翰詢問吉兒：「妳可以留在英國繼續完成學業，或是跟我一起去那裡。」，伊利斯理解到任何事都無法阻止她對足球的熱愛，而且繼續待在英國也無法讓她一展身手，所以當父親告訴她這則消息後，她立刻就答應與父母移居美國，前往適合她的環境繼續學習足球。
他們在維吉尼亞州北部定居，當時伊利斯約14-15歲，她就讀維州費爾法克斯市的羅賓遜中學並加入足球校隊，1984年，她擔任隊長帶領他們奪下州錦標賽冠軍。同年夏天，她效力於布雷多克路風信子隊（Braddock Road Bluebelles）並奪下全國U-19俱樂部賽的冠軍。1984年至1987年，伊利斯在威廉與瑪麗學院部落隊司職前鋒，4年裡共踢進32球，並入選全美年度最佳陣容第三隊。

## 教練生涯

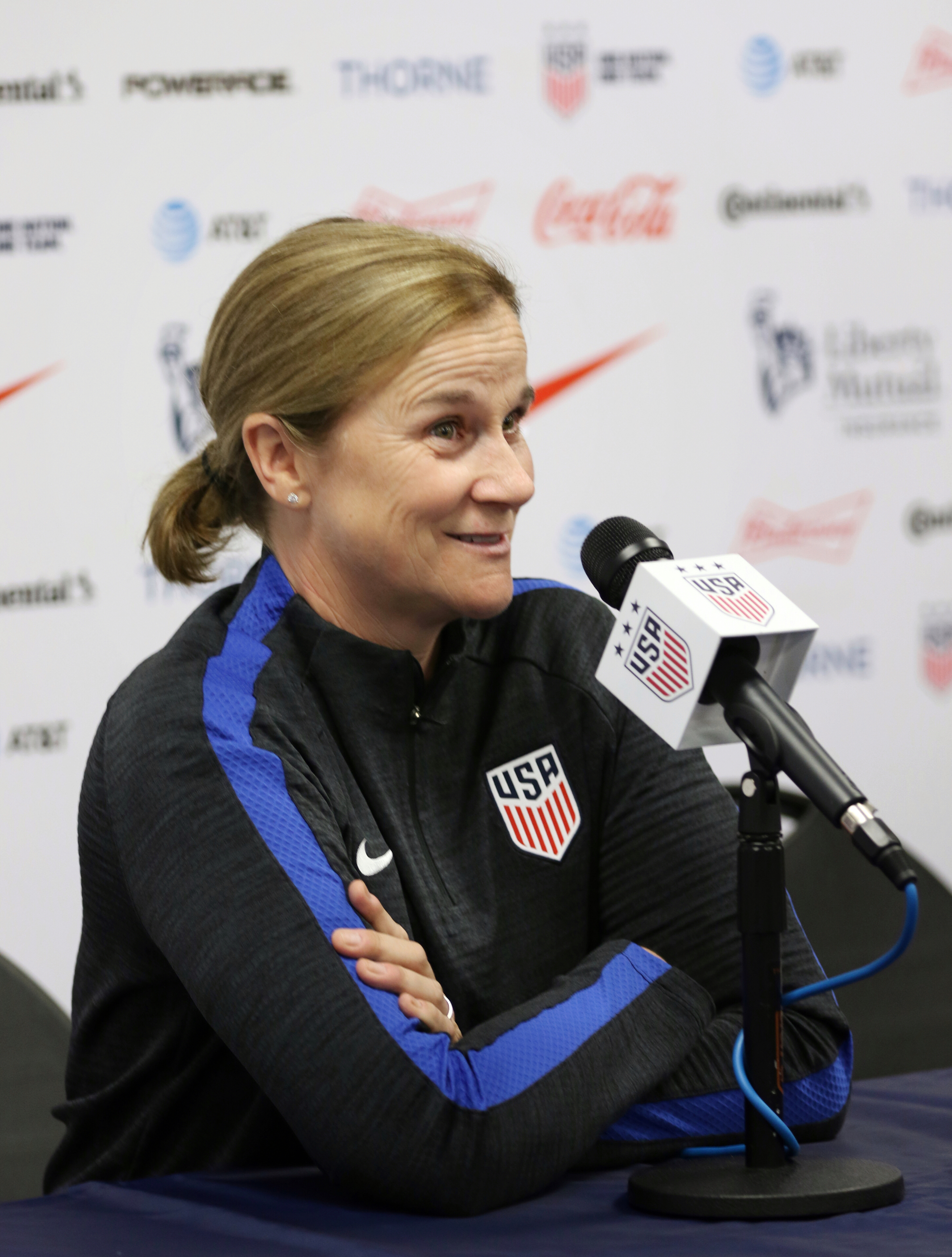
2017年的伊利斯。

伊利斯是首位持有美國足球協會（USSF）A級執照認證的教練，並擁有多次執教國家隊、大學校隊的豐富經歷。她是加州大學洛杉磯分校棕熊女子足球隊（UCLA Bruins）歷任執教時間最久的總教練，更是美國足球協會的開發總監、足球大使，她曾擔任女子國家青年隊助理教練、總教練，以及女子國家成年隊助理教練、臨時總教練，並於2014年5月正式被任命為美國國家女子足球隊的總教練。

### 緣起
伊利斯於北卡羅來納州立大學碩士畢業後，先從事了一份薪資優渥的工作。約兩年後，時任馬里蘭大學淡水龜隊總教練阿普麗爾·海因里希斯致電邀請她擔任淡水龜隊的第二助理教練，不過年薪僅有六千美元，大約是她原工作兩個月份的薪資而已，加上處於女教練極為罕見的1990年代，伊利斯沒有立刻回覆海因里希斯的邀約。她與父母一同討論這項即將改變她一生的重大決定，母親不大支持女兒轉換跑道，因為伊利斯在大學期間主修文學而非體育，父親則告訴她：「有能力又肯努力的人必定能夠時來運轉。」伊利斯領悟到重點不是金錢，而是她是否樂在其中。2020年，經歷了20多年的教練生涯後，她在受訪中表示：「所有的風險都很值得，這是我一輩子做過最棒的決定。」

### 大學校隊教練
伊利斯先後分別在美國三所大學擔任助理教練。1988年至1990年，她在北卡羅來納州立大學攻讀碩士期間，指導狼群隊贏得1988年大西洋沿岸聯盟女子足球錦標賽冠軍，還參加了NCAA第一級別全國女子足球錦標賽，不過最後在決賽輸給當年的冠軍北卡羅來納焦油腳隊；1994年至1996年，她在馬里蘭大學淡水龜隊擔任全職助理教練；1996年至1997年，僅在維吉尼亞大學騎士隊待了一個賽季，這是她最後一次在大學擔任助理教練。
1997年，伊利斯開始擔任剛成軍的伊利諾伊伊利奈戰士隊的首任總教練。1998年，她帶領球隊以12比8的戰績刷新最高比分勝利的紀錄，並帶領她們首次入選十大聯盟的前十名席位。1999年至2010年，伊利斯擔任加州大學洛杉磯分校棕熊隊的總教練，並為球隊突破多項紀錄。她們在2003年至2009年連續7個賽季闖入NCAA第一級別全國女子足球錦標賽的四強賽，以及三度出席決賽並獲得全國亞軍，更獲得2003年至2008年連續6屆的太平洋十二校聯盟冠軍。伊利斯是棕熊隊在任最久的總教練，共執教了12個賽季，並達到229勝45負14平的成績。2000年，就在帶領棕熊隊第一次闖入NCAA全國錦標賽決賽的那年，伊利斯獲得了國家足球教練協會全國年度最佳教練獎（National Coach of the Year）。
在伊利斯的大學校隊總教練生涯中，她一共帶領球隊參加了325場比賽，並達到248勝63負14平的戰績。

### 國家青年隊教練、開發總監
伊利斯曾擔任美國國家U-21女子足球隊的總教練，帶領她們奪下2000年德國北歐盃（Nordic Cup）冠軍和2005年瑞典北歐盃冠軍。2010年，她帶領U-20國家隊獲得中北美洲及加勒比海女子U-20足球錦標賽冠軍以及在德國舉辦的國際足協女子U-20世界盃八強。
2011年1月，美國足協宣布伊利斯與阿普麗爾·海因里希斯將分別擔任美國國家女子足球青年隊的開發總監和技術總監，這是美國足球界首次任命總監等級的職位來監督國家女子青年隊的發展。作為美國女足的開發總監，伊利斯能直接與青年俱樂部聯賽的教練對談，並指導美國U-17、U-15和U-14的球隊。

### 國家隊總教練

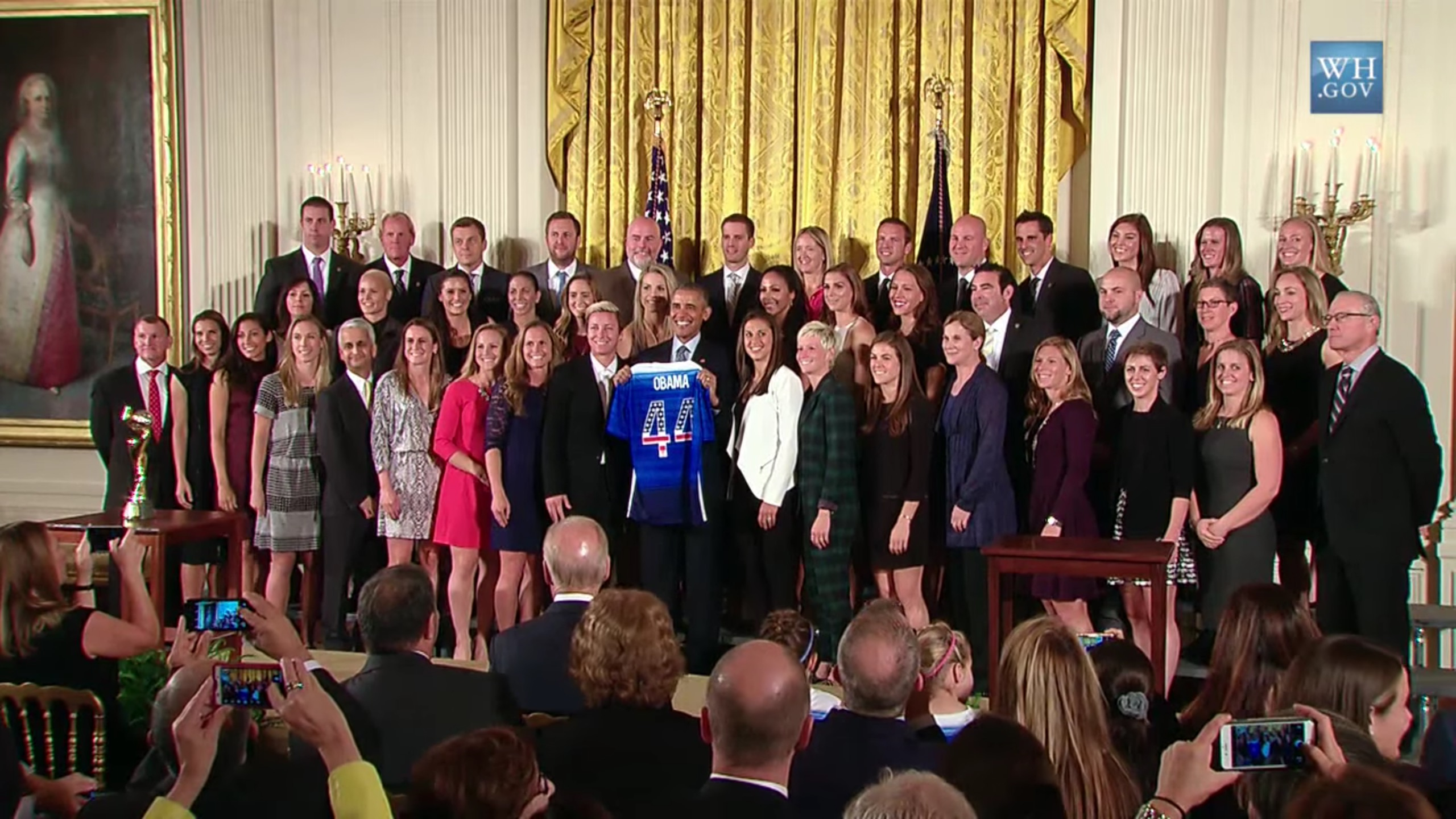
2015年世界盃後，時任美國總統巴拉克·歐巴馬於白宮發表演說表揚美國女子隊的貢獻。

2000年，伊利斯在雪梨奧運期間擔任美國隊的球探。2008年，她首次擔任美國隊助理教練，協助時任瑞典籍總教練皮婭·松德哈格帶領美國隊奪得夏季北京奧運女子足球金牌。2011年，伊利斯入選維吉尼亞-華盛頓特區足球名人堂（Virginia–D.C. Soccer Hall of Fame）。

#### 2012年：臨時總教練
2012年9月1日，松德哈格離開美國，接任瑞典女子國家隊總教練，美國足協正為財務問題與尋找新教練候選人之間兩頭燒。當時身兼國家青年隊開發總監的伊利斯接到臨時總教練的徵召，在協會找到適當的人選之前，將由伊利斯領導美國隊進行比賽。這是她首次指導美國最頂尖的女子足球隊，在2012年9月至12月這短暫的4個月內，她指導美國隊參加七場比賽，並收下五次勝利與兩次敗仗。
2012年10月20日，伊利斯面臨上任臨時總教練以來的第一場比賽，在伊利諾伊州布里奇維尤對上德國的國際友誼賽，以及10月23日在康乃狄克州哈特福同樣是對上德國的比賽，這兩場友誼賽是為了慶祝美國隊獲得2012年奧運金牌而舉辦的球迷致敬巡迴賽（Fan Tribute Tour）。至該年12月15日，伊利斯累積了5勝2負的戰績，分別是對上德國、愛爾蘭與中國的友誼賽。2013年1月，美國足協聘請來自蘇格蘭的新任總教練湯姆·塞曼尼，讓伊利斯暫時卸下臨時總教練一職。
2014年4月6日，美國足協因塞曼尼的表現與指導方向不符要求，恐怕不能率領美國隊在2015年世界盃取得亮眼成績等原因，宣布解雇其總教練一職，並由伊利斯作為臨時總教練暫代他的職務。這是伊利斯第二次擔任國家隊的臨時總教練，在此短暫的一個月內，她帶領美國隊以3比0贏了與中國的友誼賽，以及1比1打平與加拿大的友誼賽。

#### 2014年至2019年：正式總教練
2014年5月16日，美國足球協會宣布伊利斯正式接任國家女子足球隊的總教練。隔年，在伊利斯的領導下，美國隊贏得2015年國際足協女子世界盃冠軍，這是繼1999年以來，美國隊史上第三座世界盃冠軍，伊利斯同時也獲得國際足協年度世界最佳教練獎第一名。隔年，她再度獲得該獎項（由國際足協最佳教練獎取代）的第二名。

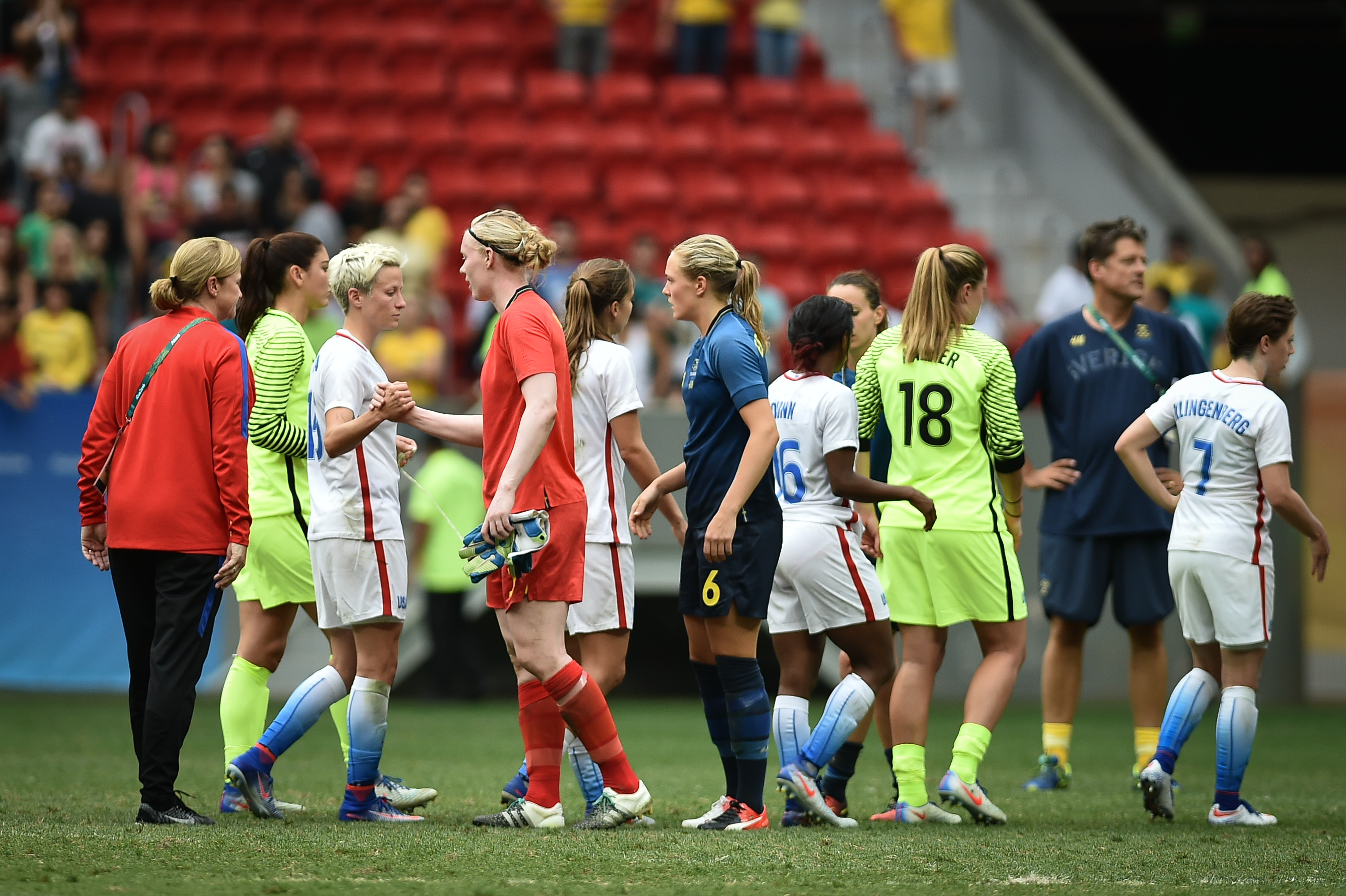
2016年巴西里約奧運，美國與瑞典進行半準決賽，賽後伊利斯（左一）與隊員向對方握手致意。

2016年，美國隊在中北美洲及加勒比海奧運資格賽中贏得了第5次冠軍，順利取得參加當年里約奧運的參賽資格。然而，備受矚目的她們在八強賽止步，在點球大戰中以3比4不敵當年的銀牌得主瑞典隊，而且瑞典隊的總教練還是前美國隊總教練皮婭·松德哈格。這是伊利斯上任總教練以來最大的一場敗仗，也是美國隊頭一次沒有闖進奧運四強賽，更是美國隊在近年的大型賽事上失利最慘的一次，相當地打擊伊利斯和每位球員，門將霍普·蘇露更在賽後採訪中說道：「我們輸給了一群懦夫。」等不當言語引起了不少爭議。一週後，伊利斯在記者會宣布蘇露的脫序行為已經對美國隊造成負面影響，美國足協將對她禁賽六個月並終止其國家隊合約。這起事件嚴重影響蘇露在足球界的名譽，讓這位美國隊表現最出色的門將不得不宣布提前退役。
2016年9月18日，美國與泰國進行國際友誼賽，伊利斯要求中場球員梅根·拉皮諾在賽前演奏美國國歌時不要單膝跪地，但拉皮諾還是照做了。此舉動源自2016年的美國國歌抗議活動，運動員會在賽前演奏美國國歌時，以單膝跪地的方式表示抗議美國種族主義和警察暴力的不公，希望透過此舉動讓更多人關注這些議題。儘管伊利斯早就向拉皮諾提醒，但賽後美國足協表示伊利斯並沒有對拉皮諾進行任何處當。

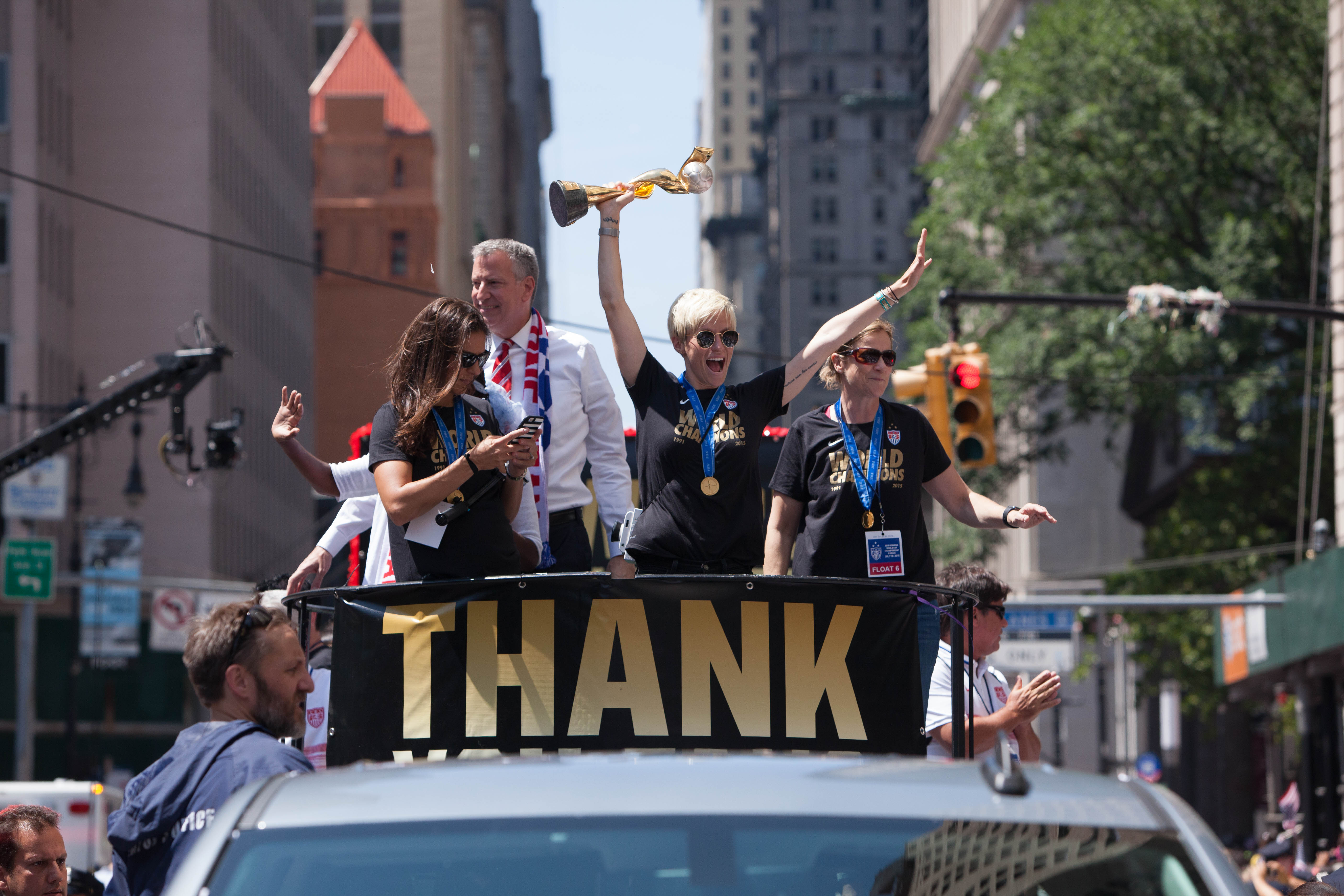
2015年世界盃後，美國隊在紐約市的勝利遊行。

2019年7月7日，在法國里昂舉行的第8屆國際足協女子世界盃決賽中，美國以2比0擊退荷蘭並獲得冠軍，更創下女子世界盃單屆最多進球的紀錄，一共在7場比賽中踢進26球。這是伊利斯帶領美國隊奪下隊史第四座女子世界盃冠軍，也是她任內的第二座冠軍，她不僅成為女子世界盃有史以來第一位贏得兩次冠軍的教練，更是繼1934年與1938年世界盃的冠軍教練維托里奧·波佐以後，第二位在世界盃中帶領同一支球隊連續捧盃兩次的冠軍教練。

### 退役
2019年7月30日，美國足協宣布伊利斯將卸任美國女足總教練，之後會擔任足協大使，代表美國足協出席各項活動與演講，以不同的身份繼續在女子足球界服務。
2023年5月6日，伊利斯與美國女足球員凱特·馬克格拉夫、勞倫·霍利迪等人一同入選美國國家足球名人堂。

## 其他職位
在伊利斯還未退役之前，她加入了非營利國際組織「Lead Edu」並擔任顧問。該組織為2017年成立的教育機構，旨在培養學員的領導與指導能力，並透過募款來資助兒童或青年球員發展全方位的知識與技能。組織創立於賴比瑞亞，在利比亞、摩洛哥等國家均有設立教育中心，而伊利斯也曾前往摩洛哥與賴比瑞亞分校與學員們互相交流學習。
2021年6月8日，國家女子足球聯賽（NWSL）宣布伊利斯為加州聖地牙哥新創足球俱樂部聖地牙哥波浪的首任總裁，其為NWSL的南加州代表球會之一，於2022年賽季開始參加NWSL比賽，並在該賽季獲得季軍。聖地牙哥波浪現役球員包括效力於美國國家隊的隊長亞歷克斯·摩根、門將艾比·達爾肯珀與凱倫·謝里登，以及來自瑞典的前皇馬名將索菲婭·雅各布松等多位參加過大型國際賽事的明星球員。2022年4月，伊利斯在《聖地亞哥聯合論壇報》的採訪中說道：「八個月前，我們還沒有任何球員、訓練場、代表色與粉絲，然而，在這麼短的時間內看到它（指聖地牙哥波浪在聯賽取得的成功），我不敢相信這是真的。」。
2023年7月，國際足協（FIFA）宣布了2023年女子世界盃技術研究小組（TSG）名單，該小組由伊利斯領導，其他組員包括娜丁·安格勒、柯絲蒂·亞洛普、陳婉婷、安雅·米塔格、帕斯卡·祖貝布勒等12位來自六大洲足球聯盟的專家及前職業球員們，他們將為賽事進行各項專業的數據分析，並編制分析後的結果報告。除此之外，他們還參與賽事最終的特別獎項評選，如金球獎、金靴獎、最佳教練獎等獎項。

## 執教統計
最後更新：2019年10月6日
| 國家隊 | 年份                   | 賽  | 勝  | 平 | 敗 | 勝率 | 場均得分 | 世界盃 | 奧運   |
| ------ | ---------------------- | --- | --- | -- | -- | ---- | -------- | ------ | ------ |
| 美國   | 2012（臨時） 2014–2019 | 132 | 106 | 19 | 7  | 87.5 | 2.55     |        | 第五名 |

## 個人生活

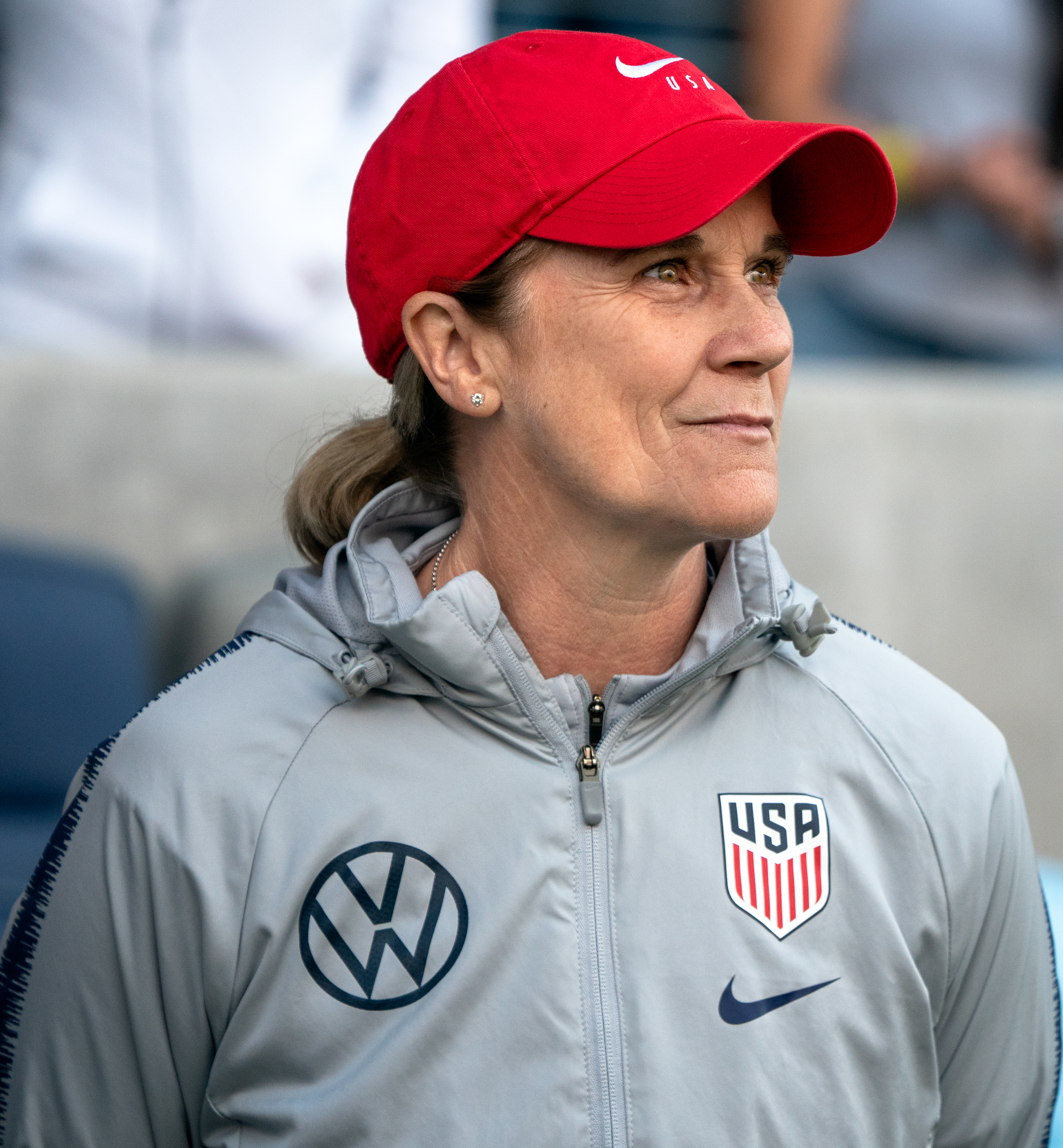
2019年的伊利斯。

伊利斯出生於英國肯特郡福克斯通，並在漢普郡的小村莊考普蘭長大。她是曼聯的支持者。在搬到美國之前，她曾就讀帕德內爾小學（Padnell Junior School）與考普蘭中學。她天生運動能力強，擅長田徑運動、曲棍球和英式籃球，但是她並沒有在英國參加過專為女生舉辦的足球比賽，因為當時的人們普遍認為踢足球不是女生的運動，不過伊利斯並沒有因此停止她對足球的熱愛，她總是在哥哥保羅（Paul）和朋友們一起踢球時加入他們，並把家中的後院當做是她的訓練場。
她的父親約翰·伊利斯（John Ellis）出身英國皇家海軍陸戰隊，曾擔任皇家海軍陸戰隊足球隊的教練，同時也是英國政府長期指派的足球大使，協助其他國家辦理足球相關事務，如千里達與多巴哥、新加坡等國家（伊利斯因此在新加坡住了一段時間）。約翰也曾在2000年至2001年擔任美國國家女子足球隊的助理教練。就在伊利斯一家人搬到美國維吉尼亞州後，約翰先是在維州的艾倫代爾男孩足球俱樂部（Allendale Boys Club）擔任教練，後來在馬納薩斯創辦了一所足球學院。
伊利斯與她的父母、哥哥皆為歸化的美國公民。
她的哥哥保羅·伊利斯（Paul Ellis）也是一名足球教練，主要在地方高中足球校隊服務，還有在大西洋10聯盟之一的喬治梅森大學愛國者隊擔任助理教練。2006年，為了讓父親退休，他接下了足球學院的理事長一職。
1988年，伊利斯畢業於維吉尼亞州威廉與瑪麗學院並獲得英語文學士學位。2016年，她獲得威廉與瑪麗學院榮譽人文文學博士學位，並在2019年入選威廉與瑪麗學院的奧密克戎德爾塔榮譽協會（ΟΔΚ）成員之一。伊利斯在大學畢業後錄取了科技公司的技術寫作人員，做了兩年之後才開始當足球教練。她的母親瑪格麗特·伊利斯（Margaret Ellis）對於她為了從事低薪的足球助理教練，而放棄了年薪四萬美元的工作感到非常驚訝。
伊利斯與她的妻子貝特西·史蒂芬森（Betsy Stephenson）於2013年結婚，並與她們的墨西哥裔養女莉莉·史蒂芬森·伊利斯（Lily Stephenson-Ellis）三人居住在佛羅里達州邁阿密附近的棕櫚灣。伊利斯在紀錄片中提到自己過去對於出櫃這件事很敏感，因為當時在運動界中的同性戀是不被眾人接納的，而且2000年代是她事業正起頭的時候，她提及網球運動員比莉·珍·金的故事，並說道她害怕自己會因為出櫃而賠上教練職涯來作為代價。不過，就在她第一次向球員們坦承她與貝特西的關係以及她們領養了一個女兒後，球員們給她莫大的支持與鼓勵，這讓她終於能卸下肩負已久的壓力，並繼續專注在事業上。

## 紀錄片
2020年9月22日，Netflix發行了一部每集約35分鐘的體育紀錄片影集《黃金教戰守則》，邀請NBA教練道格·瑞佛斯、前義甲國米教練、法國網球教練派翠克·莫拉托魯、前美國女籃教練，以及伊利斯等人在紀錄片中分享他們作為教練的心路歷程。
吉兒·伊利斯的五條作戰守則：
1. 「山頂很小，空氣稀薄」（Mountains are small, and the air is thin）
2. 「緊抓不放，維持方向」（Hold fast, stay true）
3. 「冒險就是機會」（Risk is opportunity）
4. 「忠於自我」（Be true to yourself）
5. 「要被聽到，就要擲地有聲」（If you want to be heard, make a statement）

## 球員榮譽
- 1987年：全美陣容第三隊[70]

## 教練榮譽

### 團體
大學隊
- 1988年：大西洋沿岸聯盟女子錦標賽（英语：ACC women's soccer tournament）冠軍（狼群隊）
- 2003年至2008年：連續六屆太平洋十校聯盟（現稱太平洋十二校聯盟）冠軍（棕熊隊）

國家青年隊
- 2000年：德國U-21北歐盃（Nordic Cup）冠軍
- 2005年：瑞典U-21北歐盃冠軍
- 2010年：中北美洲及加勒比海女子U-20足球錦標賽冠軍

國家隊
- 2008年：夏季奧林匹克運動會金牌
- 2014年：中北美洲及加勒比海女子足球錦標賽冠軍
- 2015年：阿爾加維盃冠軍、國際足協女子世界盃冠軍
- 2019年：國際足協女子世界盃冠軍

### 個人
- 2000年：美國國家足球教練協會（英语：United Soccer Coaches）年度最佳教練[71]
- 2015年：中北美洲及加勒比海足球協會（英语：CONCACAF Awards）年度最佳女子教練[72]
- 2015年：國際足總年度最佳女子教練獎
- 2019年：國際足總最佳女子教練獎

## 外部連結
- Soccerway資料庫：吉兒·伊利斯
- 美國足球協會上的吉兒·伊利斯 （页面存档备份，存于）。
- 吉兒·伊利斯在互联网电影资料库（IMDb）上的資料（英文）